# Wohnhaus Wilhelmstraße 13
Das Wohnhaus Wilhelmstraße 13 im niedersächsischen Nordenham im Landkreis Wesermarsch stammt wohl vom Anfang des 20. Jahrhunderts.
Aktuell (2023) wird es als Wohnhaus genutzt.
Das Gebäude steht unter Denkmalschutz (siehe auch Liste der Baudenkmale in Nordenham).

## Beschreibung
Das zweigeschossige verputzte giebelständige Gebäude mit Krüppelwalmdach, den gerahmten eckigen (EG), segmentbogigen (OG) und rundbogigen (DG) Fenstern mit Köpfen oder Verzierungen über der Mitte der Stürze und dem geschossteilenden Gesimsband wurde wohl um 1900 gebaut. Ein späterer Anbau steht an der Rückfront.
Das Landesdenkmalamt befand zur Bedeutung: „… geschichtlich, wissenschaftlich …“